# Imperceptus minutus
Imperceptus minutus är en spindelart som beskrevs av Prószynski 1992. Imperceptus minutus ingår i släktet Imperceptus och familjen hoppspindlar. Inga underarter finns listade i Catalogue of Life.